# لیساندرو لوپز
لیساندرو لوپز (اسپانیایی: Lisandro López‎؛ زاده ۲ مارس ۱۹۸۳) بازیکن فوتبال اهل آرژانتین است که برای آتلانتا یونایتد بازی می‌کند. او سابقه بازی در پورتو و المپیک لیون را دارد. او سابقه ۷ بازی ملی و یک گل ملی را برای تیم ملی آرژانتین دارد. او این گل را در جریان برتری ۳–۲ برابر روسیه به ثمر رساند.